# كريتولا
كريتولا (باللاتينية: Critola) (اليونانية القديمة: Κρίτολα ، ازدهرت 550 قبل الميلاد) كانت أميرة ليبية من مملكة قورينائية وعاصمتها قورينا وكانت عضوًا في سلالة .بيتادي

## النسب
كانت ابنة أركسيلاوس الأول، الملك الثاني ل مملكة قورينائية (برقة حاليا)، بينما والدتها غير معروفة. كان والدها هو والدها باتوس الأول، أول ملك مملكة قورينائية، وشقيقها باتوس الثاني ملك قورينائية سيكون ملك المملكة في المستقبل. كانت كريتولا عمة الأب وحماة الملك القوريني المستقبل اركسيلاوس الثاني لا يعرف الكثير عن كريتولا. وفقا فلوطرخس، 

## الحياة
اشتهرت بكرامتها العظيمة واحترامها الشديد من قبل جميع المواطنين. تزوجة كريتولا من أحد النبلاء القيرانيين، ولكن اسمه غير معروف. كان طفلها الأول ابنًا يدعى (بولياركوس )وكان طفلها الأصغر ابنتها الوحيدة المسماة أريكسو (باللاتينية: Eryxo). تذكر فلوطرخس أن ابنة كريتولا . اريكسو ستصبح ملكة مملكة قورينا المستقبلية وستكون أمًا لملك مملكة قورينائية المستقبل . (باتوس الثالث ). قتل زوجها حوالي 550 قبل الميلاد من قبل ( ليرخوس )، منافس لابن أخيها (اركسيلاوس الثاني ). توفي زوج كريتولا قبل وقت قصير من تآمر إريكسو وبولياركوس لقتل ليرخوس، الذي قتل أيضًا أركسيلاس الثاني. عندما قُتلت ( ليرخوس ) ، أعلن حفيدها ( باتوس الثالث ) ملكًا من قبل (.بولياركوس) دعمت كريتولا بولياركوس الذين سافروا للاعتذار للفرعون المصري أحمس الثاني من أجل إنقاذ مملكة قورينا . تذكر فلوطرخس أنها كانت لا تزال تعيش عندما أصبح باتوس الثالث (حكم في 550 قبل الميلاد - 530 قبل الميلاد) ملكًا وأعلن أيضًا أنها كانت امرأة مسنة.